# Zhu Yunming
Pour les articles homonymes, voir Zhu.
Dans ce nom, le nom de famille, Zhu, précède le nom personnel.
Zhu Yunming (chinois 祝允明, Wade-Giles Chu Yün-ming), né en 1460 ou 1461, mort en 1526 ou 1527, est un calligraphe, peintre et poète chinois.
Zhu Yunming est né à Changzhou (actuelle Suzhou). Après avoir passé les examens provinciaux, il échoue à plusieurs reprises aux examens de la capitale. Il occupe quelque temps des postes subalternes avant d'abandonner toute carrière officielle. Il est l'un des « Quatre hommes de talents de Suzhou », avec Tang Yin, Wen Zhengming et Xu Zhenqing, un groupe littéraire influent localement. Il est principalement connu pour sa calligraphie, domaine dans lequel il fait partie du groupe des « Trois talents de Wu » (autre nom de Suzhou), avec Wen Zhengming et Wang Chong. Il s'attache à manifester sa créativité au travers de l'imitation des anciens calligraphes.

Calligraphie de Zhu Yunming, poèmes de Cao Zhi (IIIe siècle).

## Ouvrages
- Colophons de Jishan à des peintures de fleurs et fruits (Jishan ti hua huaguo), vers 1520.